# 천왕로
천왕로(高尺路)은 서울특별시 구로구 천왕동 천왕지구 삼거리에서 구로구 오류동 천왕역 사거리까지 이르는 왕복 6차선 도로로, 총 연장은 1.1km이다.
천왕역사거리에서는 오리로와 오류로가 만난다.

## 역사
- 천왕로는 예전 천왕동길로 397번지방도 일부였으나, 2006년에 천왕도시개발로인하여 원래길은 없어지고, 천왕차량기지를 따라서 우회도로가 생김
- 우회도로는 도로개편으로 인하여 금오로로 변경됨
- 천왕1지구에 이펜하우스가 들어섬으로써 간선도로는 지명을 따서 천왕로로 칭함

## 경유지
서울특별시
- 구로구

## 노선
- 천왕지구 삼거리 - 천왕이펜하우스5.6단지 - 천왕초.중학교 - 천왕이펜하우스1.2단지 - 천왕역

## 연결 도로
시점인 천왕지구 삼거리에서는 금오로가, 종점인 천왕역사거리에서는 오리로와 오류로가 만난다.

## 같이 보기
- 금오로
- 오류로
- 오리로